# Gaming Innovation Group
Gaming Innovation Group Inc. (GIG) jest spółką publiczną z siedzibą główną na Malcie, oferującą kasyno biznesowe, zakłady bukmacherskie i usługi pokerowe za pośrednictwem stron internetowych z grami online: Guts.com, Rizk.com, Betspin.com, Superlenny. com, Thrills.com i Kaboo.com; oraz usługi marketingu wydajności online. Firma prowadzi również iGamingCloud.com, oparte na chmurze oprogramowanie platformy gier online.
GIG jest zarejestrowaną w USA firmą działającą na Malcie i pięciu dalszych lokalizacjach w całej Europie (Marbella, Oslo, Kristiansand, Gibraltar, Kopenhaga). Spółka jest notowana na giełdzie w Oslo pod symbolem giełdowym 'GIG'.

## Historia
Gaming Innovation Group Ltd. została zarejestrowana jako firma Donkr International Ltd. w 2008 roku na Malcie. Była to spółka holdingowa Innovation Labs Ltd., firmy handlowej działającej na internetowym forum pokerowym Donkr.com. W 2012 roku Frode Fagerli i Robin Reed zostali właścicielami firmy i nazwali ją Gaming Innovation Group Ltd.
W 2012 roku Guts Gaming Ltd. (obecnie MT SecureTrade Limited) została włączona jako spółka w pełni zależna od Gaming Innovation Group Ltd. W maju 2013 roku firma uruchomiła Guts.com, stronę internetową oferującą zakłady bukmacherskie i gry kasynowe.
W 2014 r. Firma MT Securetrade Ltd. uzyskała zdalne licencje gier od brytyjskiej Komisji ds. Gier ('UKGC') oraz od Malta Gaming Authority (MGA), umożliwiając firmie zarejestrowanie dostawców płatności i gier oraz bezpośrednią umowę z graczami jako pełnoprawnymi rozwinięty operator gier online.
Na początku 2015 r. Spółka zależna (wówczas nieaktywna) H2Hpoker Ltd. została przemianowana na iGamingCloud Ltd. i uruchomiła platformę B2B dla branży iGaming. Produkt wprowadzono na rynek w lutym 2015 r. W lutym 2015 Gaming Innovation Group i Nio Inc. podpisały umowę wymiany udziałów w celu wymiany całego wyemitowanego kapitału zakładowego Gaming Innovation Group Ltd. na akcje Nio Inc. Następnie Nio inc. przyjęła nazwę Gaming Innovation Group Inc. i wyznaczyła Robina Reeda na nowego dyrektora generalnego.
Gaming Innovation Group została zarejestrowana na Giełdzie Papierów Wartościowych w Oslo w czerwcu 2015 r.
W listopadzie 2017 roku wartość rynkowa spółki to ponad 4 mld. NOK na giełdzie w Oslo.
W styczniu 2016 roku firma uruchomiła nową markę Rizk.com, portal oferujący gry kasynowe online. Później, w marcu 2016 r., Firma przejęła firmę bukmacherską OddsModel AS za cenę 21,74 mln nowych Akcji. W czerwcu 2016 roku Gaming Innovation Group nabyła Betit Holdings za 54 miliony euro. Pod koniec 2016 roku Gaming Innovation Group uzyskała licencję zdalnego grania klasy 4 od Malta Gaming Authority dla swojej spółki zależnej BettingCloud Ltd.
We wrześniu 2017 r. Za łączną kwotę 13 mln EUR grupa Gaming Innovation Group poprzez swoją spółkę zależną GIG Media przejmuje Rebel Penguin – duńską firmę zajmującą się wydajnym marketingiem.
W listopadzie 2017 roku Gaming Innovation Group ogłosiła otwarcie nowego studia gier GIG Games.
W styczniu 2018 roku firma otworzyła nową siedzibę na Malcie.